# Грантъм
Вижте пояснителната страница за други значения на Грантъм.
Гра̀нтъм (на английски: Grantham) е град в Централна Англия, графство Линкълншър. Разположен е на река Уидъм и на главния път, свързващ Лондон с Йорк. Населението му е 44 520 души (2017 г.).

## Личности
Родени в Грантъм
- Хенри Мор (1614 – 1687), философ
- Маргарет Тачър (1925 – 2013), политик